# Mimocagosima humeralis
Mimocagosima humeralis är en skalbaggsart som först beskrevs av J. Linsley Gressitt 1951.  Mimocagosima humeralis ingår i släktet Mimocagosima och familjen långhorningar. Inga underarter finns listade i Catalogue of Life.